# هنری ادواردز (هنرمند)
هنری ادواردز (انگلیسی: Henry Edwards؛ ۱۸ سپتامبر ۱۸۸۲ – ۲ نوامبر ۱۹۵۲) هنرپیشه و کارگردان فیلم اهل بریتانیا بود.
از فیلم‌ها یا برنامه‌های تلویزیونی که وی در آن نقش داشته‌است می‌توان به الیور توئیست، جعبه جادویی، و حس وحشت اشاره کرد.